# Menina a Caminho
Menina a Caminho é uma coletânea de contos publicada em 1997 pelo escritor brasileiro Raduan Nassar. O livro reúne cinco narrativas escritas em diferentes momentos de sua carreira, incluindo o conto homônimo, originalmente publicado em 1961 no Jornal do Bairro, marcando a estreia literária do autor.
Os contos de Menina a Caminho exploram temas recorrentes na obra de Nassar: o conflito entre desejo e sociedade, a identidade construída pelos afetos e os dilemas do homem moderno. Esses temas são tratados por meio de uma prosa lírica que se tornaria característica do autor.
O conto que dá título ao livro tem uma abordagem crua da sexualidade e da agressividade humana, temas esses que alcançariam sua expressão máxima em romances posteriores Lavoura Arcaica (1975) e Um Copo de Cólera (1978). A linguagem também empregada na coletânea destaca-se por sua inovação formal e força poética, constituindo uma contrafluxo do realismo predominante na literatura brasileira entre as décadas de 1960 e 1980.

## Contos

### Menina a Caminho
O conto narra a trajetória de uma menina não nomeada por uma pequena cidade a mando de sua mãe. A menina caminha pela cidade para entregar uma mensagem ao Sr. Américo, dono de um armazém. A mensagem é um ato de vingança da mãe, que se sente prejudicada por comentários que o Sr. Américo fez sobre ela. 
Ao longo do seu percurso, a menina se depara com diversas cenas e personagens que a confrontam com o mundo adulto, incluindo temas como a sexualidade e a violência. A curiosidade infantil da menina a leva a observar esses acontecimentos, mesmo sem compreendê-los totalmente.

### Hoje de Madrugada
Este conto narra a história de um personagem masculino que, de madrugada, vai até ao escritório de um casal de idade avançada e observa a crise amorosa que o casal está passando. O conto explora o enfraquecimento da atração em um relacionamento. Foi publicado pela primeira vez nos Cadernos da Literatura Brasileira, nº 2, do IMS em 1996.

### O Ventre Seco
Trata-se de um conto epistolar escrita por um narrador para sua jovem amante, Paula. A carta é dividida em 15 motivos que explicam a decisão do narrador de terminar o relacionamento e as condições para manter essa separação. O narrador questiona as razões da amada e também reflete sobre a banalização do afeto, as falsas aparências sociais e a busca pela liberdade individual sem o domínio do outro. A escrita da carta parece servir não apenas para comunicar o fim do relacionamento a Paula, mas também para firmar a decisão para o próprio narrador. O narrador demonstra cinismo e pessimismo em relação ao mundo simulado e hipócrita que critica.
Este conto, publicado pela primeira vez em 1984 no Folhetim, suplemento da Folha de S. Paulo, foi também publicado um ano depois na revista Espanhola Paseante e, posteriormente, em 1989, no suplemento Ideias, do Jornal do Brasil.

### Aí pelas Três da Tarde
O conto narra a história de um personagem masculino que abandona o trabalho e suas obrigações cotidianas em busca de liberdade através da indiferença. O protagonista assume uma perspectiva niilista e rejeita quaisquer convenções ou normas que possam limitar sua liberdade existencial. O conto foi publicado inicialmente em 1972, no Jornal do Bairro.

### Mãozinhas de Seda
O conto acompanha um diplomata que, ao recordar sua juventude em Pindorama, reflete sobre a influência do bisavô — defensor da estratégia social de "fazer média". Na maturidade, ele percebe ter reproduzido os maneirismos e valores do ancião, vestindo suas roupas e seguindo sua ética, mas confronta um vazio identitário. O conto emprega um tom sarcástico para criticar a banalização do papel do intelectual na sociedade. Embora escrito para os Cadernos de Literatura Brasileira (1996, nº 2), o texto só foi divulgado depois, devido à solicitação expressa do autor, porém foi publicado no ano posterior neste livro de contos.

## Recepção
Após a publicação em 1997, Menina a Caminho rapidamente ganhou reconhecimento dos leitores e da crítica literária. A coletânea foi elogiada pela Folha de S. Paulo pela sua prosa ao mesmo tempo exuberante e econômica, pelo seu extraordinário poder de evocação, extrema delicadeza, e ritmo musical e envolvente , sendo considerada uma obra prima da narrativa breve. Embora a crítica literária tenha dedicado mais atenção inicialmente aos seus romances Lavoura Arcaica e Um Copo de Cólera, os contos de Menina a Caminho também foram reconhecidos por suas qualidades estéticas. A obra contribuiu para consolidar Raduan Nassar como um dos grandes escritores contemporâneos brasileiros.

## Fortuna Crítica
A dissertação Menina a caminho: um olhar semiótico de Glauco Ortega Fernandez realiza uma análise aprofundada do conto que dá título ao livro a partir da semiótica greimasiana. O estudo estrutura-se em três eixos principais: (1) no nível narrativo, investiga o percurso da menina protagonista como um trajeto marcado por surpresas e tensões entre dois destinadores - a mãe (que representa a vingança) e o mundo infantil (que simboliza a descoberta); (2) no nível discursivo, identifica e analisa as isotopias da infância e da sexualidade; (3) no nível enunciativo, examina as estratégias do narrador para criar efeitos de veracidade e envolver o leitor na crítica à imposição precoce de valores adultos às crianças. A pesquisa dialoga ainda com contribuições da semiótica tensiva e sociossemiótica. O trabalho conclui que a abordagem semiótica revela com precisão os complexos mecanismos de construção de sentido no texto, particularmente na representação da percepção fragmentada da protagonista ante o mundo adulto.

## Interextualidade e diálogo interartístico
No artigo Menina a caminho: a narrativa do desejo emoldurado, Estevão Andozia Azevedo analisa o conto Menina a caminho a partir de uma perspectiva que articula a erótica literária e a narratologia, com ênfase no papel das molduras narrativas como elementos estruturantes. Entre essas narrativas, há relações interextuais e diálogos interartísticos de diversas obras. 

### L'Origine du mondedeCourbet
O estudo estabelece um diálogo interartístico com a pintura "L'Origine du monde" de Courbet, propondo que uma determinada cena do conto - onde a protagonista vê seu sexo emoldurado no espelho - e a descoberta do próprio corpo pela menina, também vista de forma "emoldurada" pelo espelho.

### HermesdeOdisseiadeHomero
O estudo identifica ainda intertextualidades com A Odisseia, especialmente com Hermes, o mensageiro da mitologia grega, com a menina que dá título a obra. Assim como Hermes transita entre o mundo dos vivos e dos mortos e também entre o plano divino e o humano, a menina atua como uma mensageira, atravessando a cidade e expondo-se aos desejos e segredos dos adultos. Sua curiosidade e seu movimento podem ser tratadas como suas asas que a equiparam ao deus mensageiro, embora sua observância do mundo adulto não o faz compreendê-lo completamente.

### Salomé (personagem bíblica)
A menina que dá título ao livro estabelece um paralelo com a figura bíblica de Salomé. Na tradição evangélica (Mateus 14:1-12; Marcos 6:14-29), Salomé aparece como figura ambígua - objeto de desejo de Herodes Antipas e instrumento da vingança materna contra João Batista, cuja decapitação ela solicita como recompensa por sua dança.
No conto de Nassar, ecoa-se essa dinâmica de desejo e transgressão quando a menina adentra o armazém e depara com a imagem desse santo junto a São José e Santo Antônio, provocando na "indisfarçável paixão". Em Lavoura Arcaica, há também um paralelo entre Salomé e a personagem Ana quando a dança da personagem Ana perturba o seu irmão André, que a deseja.

## Traduções e publicações estrangeiras
O livro foi traduzido para duas línguas, francês e espanhol. Também foi publicado em Portugal.
- Na França, em 1997: Chemins (Editora Galliard, tradução de Henri Raillard, ISBN: 9782070754243) (ISBN10: 2070754243)
- Na Espanha, em 2020: Una niña en camino (Editora Sexto Piso, ISBN: 9788417517694) (ISBN10: 8417517693)
- Em Portugal, em 2000: Menina a Caminho e outros textos (Edições Cotovias, ASIN: B0DLT9NZJP)

## Prêmios
O livro foi vencedor do Prêmio Jabuti de 1998 na categoria Contos e Crônicas.